# Clivocampa solus
Clivocampa solus är en urinsektsart som beskrevs av Allen 1994. Clivocampa solus ingår i släktet Clivocampa och familjen Campodeidae. Inga underarter finns listade i Catalogue of Life.